# Tangram

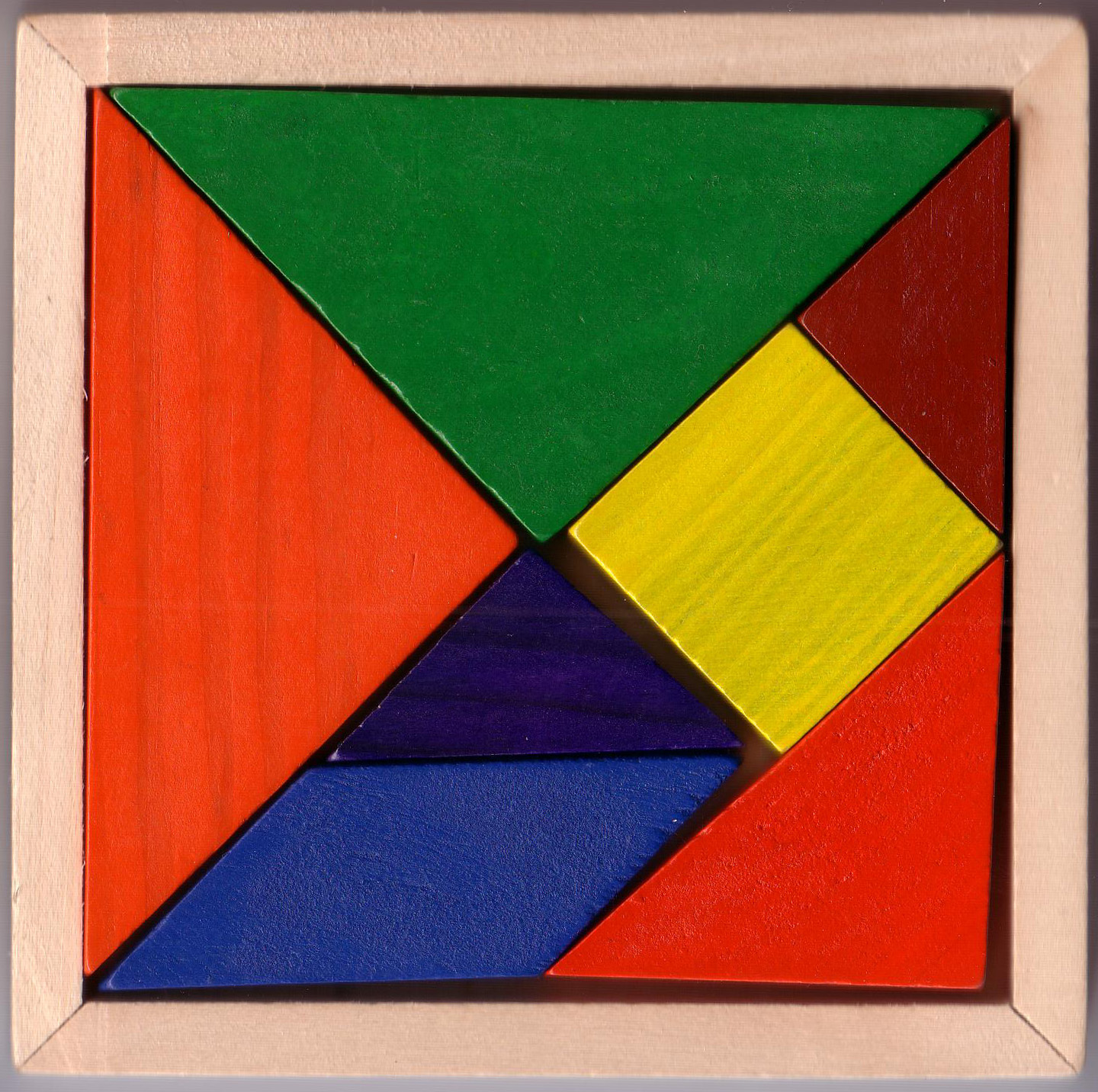
Como na maioria dos exemplares modernos, este tangram de madeira é guardado na forma de um quadrado.

Animação ilustrando equidecomponibilidade

O Tangram (chinês: 七巧板, pinyin: qīqiǎobǎn, lit. ‘sete peças de habilidade’) é um quebra-cabeças geométrico chinês formado por 7 peças, chamadas tans: são 2 triângulos grandes, 2 pequenos, 1 médio, 1 quadrado e 1 paralelogramo. Utilizando todas essas peças sem sobrepô-las, podemos formar várias figuras. Segundo a Enciclopédia do Tangram é possível montar mais de 5000 figuras.
Não se sabe ao certo como surgiu o Tangram, mas acredita-se ter sido inventado na China durante a Dinastia Song e levado para Europa por navios mercantes no início do século XIX, onde se tornou muito popular. Há várias lendas sobre a sua origem e o seu renascimento no mundo dos mortos. Uma diz que uma pedra preciosa  se desfez em sete pedaços, e com eles era possível formar várias formas. Outra diz que um imperador deixou um espelho quadrado cair, e este se desfez em 7 pedaços que poderiam ser usados para formar várias figuras,de diversas formas. Segundo algumas, o nome Tangram vem da palavra inglesa "tangam", de significado "misturas" ou "desconhecidos". Outros dizem que a palavra vem da dinastia chinesa Tang, ou até do barco cantonês "bundumocu", onde mulheres entretinham os marinheiros americanos. Na Ásia o jogo é chamado de "300 placas".
Esse quebra-cabeças, também conhecido como jogo das 1000 peças, é utilizado pelos professores de geometria como instrumento facilitador da compreensão das formas geométricas. Além de facilitar o estudo da geometria, ele desenvolve a criatividade e o raciocínio lógico, que também são fundamentais para o estudo da matemática e da ciência.

## Como construir um Tangram

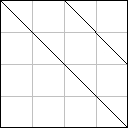
3. Traçar outra diagonal menor paralela à anterior, da metade superior à metade direita do quadrado.
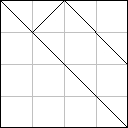
4. Da extremidade superior da diagonal menor, ligar à diagonal maior por um traço perpendicular a elas (corresponde a uma hipotenusa de catetos uma unidade cada).
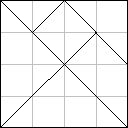
5. Traçar uma diagonal partindo da metade da diagonal do passo (3) até o canto inferior esquerdo do quadrado.
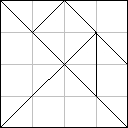
6. Partindo da mesma origem do passo anterior, traçar uma vertical para baixo (de comprimento duas unidades) até à diagonal maior.
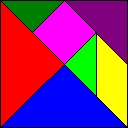
7. Colorir cada um dos sete pedaços (tans), resultantes dos traçados que dividiram o quadrado, com uma cor distinta.